# Jacobus de Lugt
Jacobus de Lugt (Haarlem, 22 november 1888 – Haarlem, 16 oktober 1952) was een Nederlandse architect uit Aerdenhout. 

## Loopbaan
De Lugt bouwde vooral grote villa’s in Aerdenhout en Tilburg. Zijn bouwkundige uitgangspunten volgen de Arts-and-Craftsbeweging, waarbij bouwkunst dient te berusten op constructie. Bij de stijl en vormgeving van de gebouwen werd hij geïnspireerd door de Amsterdamse School en Art Nouveau. Zijn productieve periode lag tussen 1910 en 1920. Voor zichzelf bouwde hij in die periode in Aerdenhout villa Marja, een samenvoeging van zijn eigen voornaam en die van zijn vrouw (Margaretha+Jacobus). 

## Werk (selectie)
Aerdenhout
- De Wig - Sparrenlaan 6 (1914)
- Marja - Langelaan 3 (1918)
- Bentveldsduinweg 5 en 7
- Merellaan 1
- Grenslaan 10
- Zandvoorterweg 44
- Hoplaan 2,3,4
- Mr. Enschedeweg 7 en 16 (1913)

Bloemendaal
- Sint Raphaëlkerk, Popellaan 1 (1926)

Bentveld
- enkele villa’s aan de Duindoornlaan

Tilburg
- Prof. Dondersstraat 70 (1922)
- Prof. Dondersstraat 73 (1923)

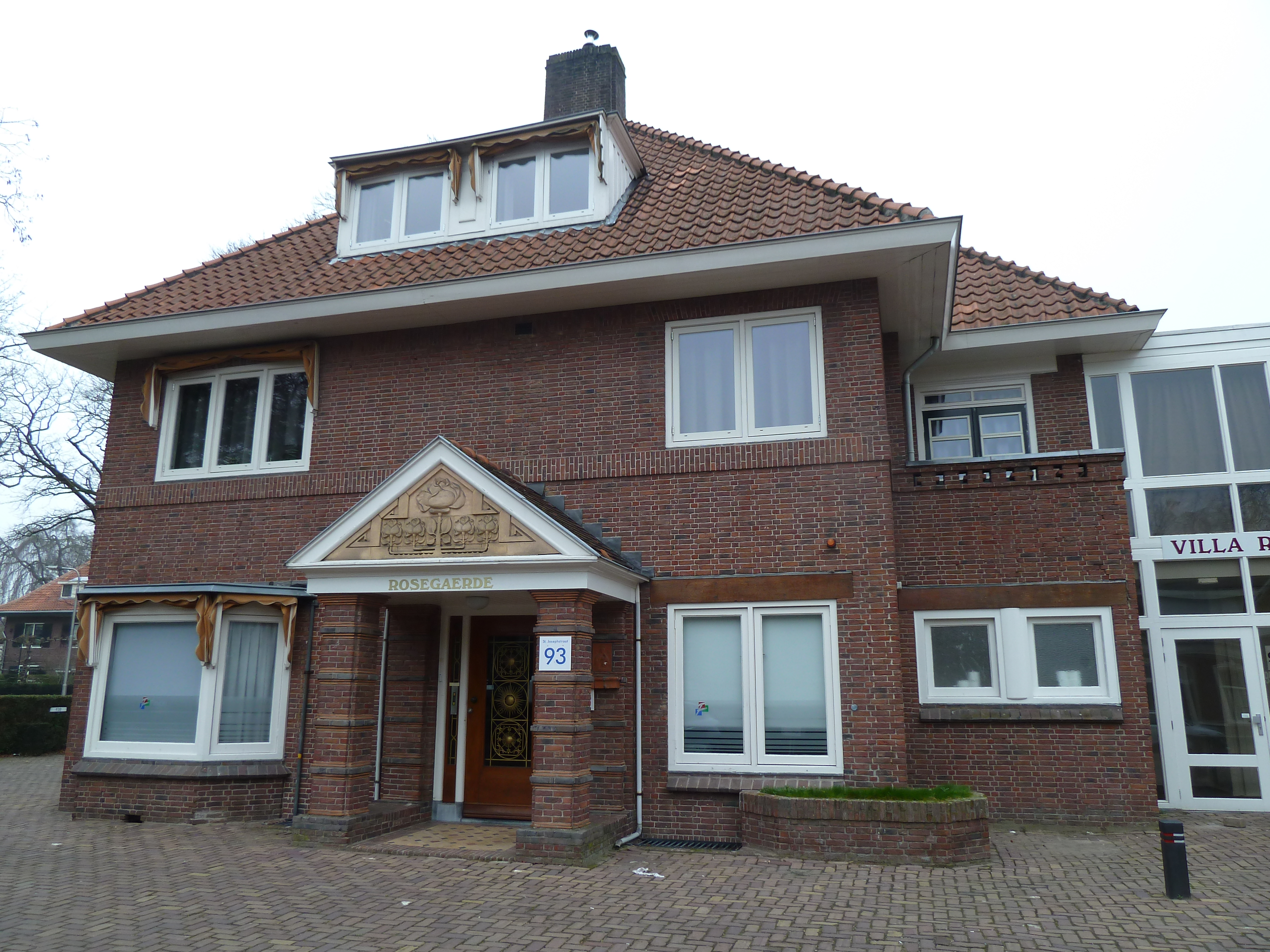
Rosegaerde, Tilburg

- twee kantoren - Willem II-straat 29a-b (1924-1929)
- Rosegaerde - Sint Josephstraat 93 (1925)
- ’t Zonnehuis - Professor Dondersstraat 46 (1928)
- Wilhelminapark 30-31 (1929)
- Professor Dondersstraat 48 en 65 (1928)
- Schouwburgring 182 (1935)